# David Vega Hernández
David Vega Hernández (Telde, 23 juni 1994) is een Spaans tennisser die voornamelijk speelt in het dubbelspel.

## Carrière
Hernández won zijn eerste challenger in 2018 en won dat jaar meteen vier keer. In 2019 nam hij voor een eerste keer deel aan Roland Garros maar geraakte niet voorbij de eerste ronde en hij won dat jaar nog twee challengers. In 2021 speelde hij zijn eerste ATP-finale en won deze aan de zijde van Fernando Romboli daarnaast won hij drie challengers. In 2022 ging hij voort op dezelfde manier en won vier finales en verloor twee andere ATP-finale samen met Rafael Matos.

## Palmares
| Legenda                       | Legenda               |
| ----------------------------- | --------------------- |
| Grand Slam                    |                       |
| Olympische Spelen             |                       |
| tot 2009                      | vanaf 2009            |
| Tennis Masters Cup            | ATP Finals            |
| ATP Masters Series            | ATP Tour Masters 1000 |
| ATP International Series Gold | ATP Tour 500          |
| ATP International Series      | ATP Tour 250          |

### Dubbelspel
| Nr.                          | Datum             | Toernooi      | Ondergrond    | Partner             | Tegenstanders in finale                     | Score             | Details |
| ---------------------------- | ----------------- | ------------- | ------------- | ------------------- | ------------------------------------------- | ----------------- | ------- |
| gewonnen finales herendubbel |                   |               |               |                     |                                             |                   |         |
| 1.                           | 25 juli 2021      | ATP Umag      | Gravel        | Fernando Romboli    | Tomislav Brkić Nikola Čačić                 | 6-3, 7-5          | details |
| 2.                           | 10 april 2022     | ATP Marrakesh | Gravel        | Rafael Matos        | Andrea Vavassori Jan Zielinski              | 6-1, 7-5          | details |
| 3.                           | 26 juni 2022      | ATP Mallorca  | Gras          | Rafael Matos        | Ariel Behar Gonzalo Escobar                 | 7-6, 6-7, [10-1]  | details |
| 4.                           | 17 juli 2022      | ATP Båstad    | Gravel        | Rafael Matos        | Simone Bolelli Fabio Fognini                | 6-4, 3-6, [13-11] | details |
| 5.                           | 2 oktober 2022    | ATP Sofia     | Hardcourt (i) | Rafael Matos        | Fabian Fallert Oscar Otte                   | 3-6, 7-5, [10-8]  | details |
| verloren finales herendubbel |                   |               |               |                     |                                             |                   |         |
| 1.                           | 1 mei 2022        | ATP München   | Gravel        | Rafael Matos        | Kevin Krawietz Andreas Mies                 | 6-4, 4-6, [7-10]  | details |
| 2.                           | 9 oktober 2022    | ATP Tokio     | Hardcourt     | Rafael Matos        | Mackenzie McDonald Marcelo Melo             | 4-6, 6-3, [4-10]  | details |
| Gewonnen challengers         |                   |               |               |                     |                                             |                   |         |
| 1.                           | 24 juni 2018      | Blois         | Gravel        | Fabricio Neis       | Hsieh Cheng-peng Rameez Junaid              | 7-6, 6-1          |         |
| 2.                           | 8 juli 2018       | Marburg       | Gravel        | Fabricio Neis       | Henri Laaksonen Luca Margaroli              | 4-6, 6-4, [10-8]  |         |
| 3.                           | 23 september 2018 | Biella        | Gravel        | Fabricio Neis       | Rameez Junaid Purav Raja                    | 6-4, 6-4          |         |
| 4.                           | 14 oktober 2018   | Barcelona     | Gravel        | Marcelo Demoliner   | Rameez Junaid David Pel                     | 7-6, 6-3          |         |
| 5.                           | 9 juni 2019       | Poznań        | Gravel        | Andrea Vavassori    | Pedro Martínez Mark Vervoort                | 6-4, 6-7, [10-6]  |         |
| 6.                           | 6 oktober 2019    | Barcelona     | Gravel        | Simone Bolelli      | Sergio Martos Gornes Ramkumar Ramanathan    | 6-4, 7-5          |         |
| 7.                           | 14 februari 2021  | Biella        | Hardcourt     | Luis David Martínez | Szymon Walkow Jan Zielinski                 | 6-4, 3-6, [10-8]  |         |
| 8.                           | 12 september 2021 | Sevilla       | Gravel        | Mark Vervoort       | Javier Barranco Cosano Sergio Martos Gornes | 6-3, 6-7, [10-7]  |         |
| 9.                           | 17 oktober 2021   | Alicante      | Hardcourt     | Denys Molchanov     | Romain Arneodo Matt Reid                    | 6-4, 6-2          |         |
| 10.                          | 30 januari 2022   | Quimper       | Hardcourt     | Albano Olivetti     | Sander Arends David Pel                     | 3-6, 6-4, [10-8]  |         |
| 11.                          | 27 februari 2022  | Pau           | Hardcourt     | Albano Olivetti     | Karol Drzewiecki Kacper Zuk                 | w/o               |         |
| 12.                          | 15 mei 2022       | Bordeaux      | Hardcourt (i) | Rafael Matos        | Fabian Fallert Oscar Otte                   | 3-6, 7-5, [10-8]  |         |

## Resultaten grote toernooien

### Dubbelspel
| Legenda | Legenda                          |
| ------- | -------------------------------- |
| g.t.    | geen toernooi gehouden           |
| l.c.    | lagere categorie                 |
| –       | niet deelgenomen                 |
| G       | uitgeschakeld in de groepsfase   |
| 1R      | uitgeschakeld in de eerste ronde |
| 2R      | uitgeschakeld in de tweede ronde |
| 3R      | uitgeschakeld in de derde ronde  |
| 4R      | uitgeschakeld in de vierde ronde |
| KF      | uitgeschakeld in de kwartfinale  |
| HF      | uitgeschakeld in de halve finale |
| F       | de finale verloren               |
| W       | het toernooi gewonnen            |
| w-v     | winst/verlies-balans             |

| grandslamtoernooien |      |      |   |      |
| Australian Open     | –    | –    | – | –    |
| Roland Garros       | 1R   | –    | – | KF   |
| Wimbledon           | –    | g.t. | – | 3R   |
| US Open             | –    | –    | – | 1R   |
| olympisch           |      |      |   |      |
| Olympische Spelen   | g.t. | g.t. | – | g.t. |
| statistieken        |      |      |   |      |
| titels per jaar     | 0    | 0    | 1 | 4    |
| eindejaarsranking   |      |      |   |      |